# Озанс (кантон)
Озанс (фр. Auzances) — кантон во Франции, находится в регионе Лимузен. Департамент кантона — Крёз. Входит в состав округа Обюссон. Население кантона на 2006 год составляло 3499 человек.
Код INSEE кантона — 2303. Всего в кантон Озанс входят 12 коммун, из них главной коммуной является Озанс.

## Коммуны кантона
- Озанс — население 1376 чел.
- Брус — население 28 чел.
- Бюсьер-Нувель — население 111 чел.
- Донтре — население 401 чел.
- Ле-Компа — население 232 чел.
- Ле-Мар — население 207 чел.
- Лиу-ле-Монж — население 46 чел.
- Рунья — население 542 чел.
- Сермюр — население 94 чел.
- Шар — население 189 чел.
- Шаррон — население 238 чел.
- Шатлар — население 35 чел.